# Wohnhausanlage Friedrich-Engels-Platz

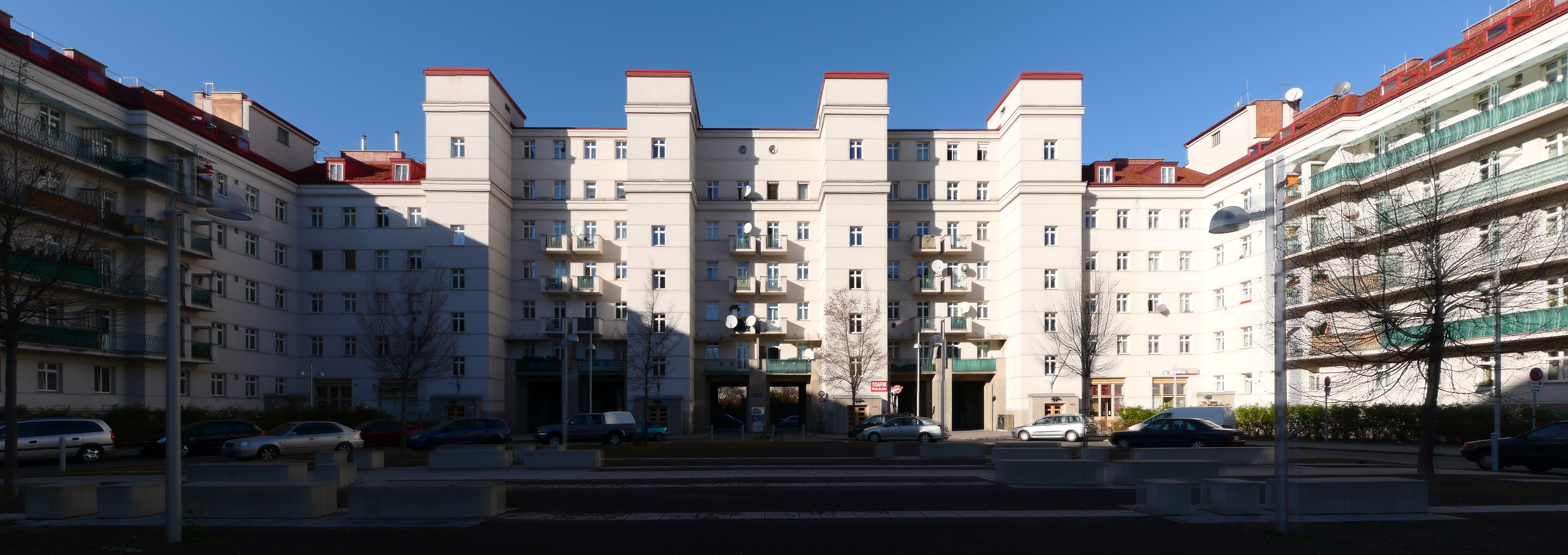
Wohnhausanlage Friedrich-Engels-Platz

Die Wohnhausanlage am Friedrich-Engels-Platz 1–10 (auch: Engelsplatzhof bzw. inkorrekt Engelshof) ist ein denkmalgeschützter Gemeindebau im 20. Wiener Gemeindebezirk Brigittenau. Er ist nach dem Sandleitenhof in Ottakring der zweitgrößte kommunale Wohnbau des „Roten Wien“ in der Ersten Republik.
Die Anlage steht unter Denkmalschutz und wird auch von der Stadt Wien als bauliche Schutzzone ausgewiesen.

## Geschichte

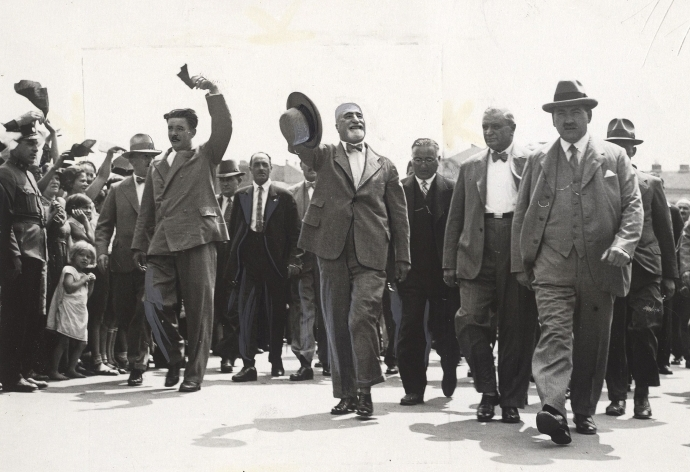
Bürgermeister Karl Seitz bei der Eröffnung am 16. Juli 1933

Die unbenannte Wohnhausanlage am Friedrich-Engels-Platz wurde von dem Otto Wagner Schüler Rudolf Perco konzipiert und zwischen 1930 und 1933 errichtet. Sie umfasste 1.467 Wohnungen, sowie einen Kindergarten, ein Postamt, eine Apotheke, Badeanlagen, eine Wäscherei, ein Parteilokal, eine Gaststätte und weitere kleine Geschäfte.
Während des Bürgerkrieges zwischen sozialdemokratischen Schutzbündlern und Heimwehr und Bundesheer kam dem an der Floridsdorfer Brücke liegenden Gemeindebau eine bedeutende strategische Rolle zu. Er wurde am 12. Februar 1934 schnell von der Polizei besetzt, da zuvor schon führende Schutzbündler festgenommen wurden, welche die Waffenverstecke kannten. Nach der Machtübernahme der Vaterländischen Front 1934 wurde eine Kirche im Gemeindebau errichtet.

## Beschreibung
Die Wohnhausanlage liegt an der Nordseite des Friedrich-Engels-Platzes und ist von diesem, der Forsthausgasse, der Leystraße, der Aignerstraße und der Wehlistraße begrenzt. Der Friedrich-Engels-Platz ragt in die Anlage hinein und bildet mit dem anschließenden Kapaunplatz eine Achse, die die Anlage in zwei Höfe teilt, die beide in Blockrandverbauung angelegt sind. Während der westliche Hof komplett geschlossen ist, ist der östliche zur Wehlistraße hin geöffnet. Dazwischen verläuft ein Gebäuderiegel, der wiederum die beiden Plätze voneinander trennt. Die Frontseite des Komplexes wird von Bäumen verstellt, die erst in der späten Nachkriegszeit gepflanzt wurden. In der Anlage befinden sich mehrere Ladenlokale.
Nicht zur Anlage gehören die baugleichen Gebäude an der Leystraße 19–21 unmittelbar weiter nördlich; sie bilden mit den anschließenden Neubauten eine eigene Wohnanlage.

### Erster geplanten Entwurf der Wohnhausanlage
Die ursprünglichen Pläne des Architekten konnten infolge der Wirtschaftskrise und der Februarkämpfe 1934 nicht vollständig umgesetzt werden. Der Entwurf hatte den Kapaunplatz als Zentrum der Anlage mit vier angebundenen Höfen vorgesehen. Dieser Zentralhof sollte vom Engelsplatz durch zwei siebenstöckige Eckhäuser durch einen quadratischen Vorhof, den Ehrenhof, erreicht werden. Des Weiteren sollte der Kapaunplatz drei Einfahrten besitzen und hatte eine Länge von 100 Metern. Die ursprüngliche Planung sah zudem 2300 Wohnungen vor; von denen letztendlich nur 1467, also ungefähr zwei Drittel realisiert wurden. Die Einrichtung am Friedrich-Engels-Platz sollte mit rund 10 000 Einwohnern der damals größte Wohnbau der Welt sein. Dagegen umfasste der Gemeindebau Sandleitenhof nur rund 1500 Wohnungen. Im Verhältnis zu den beiden Superblocks, dem Karl-Marx-Hof und dem Karl-Seitz-Hof mit jeweils rund 1.200–1.400 Wohnungen, wäre der fertiggestellte Engelsplatz-Hof fast doppelt so groß gewesen. Da die Anlage nie ganz fertig gebaut wurde, bleibt der Friedrich Engels Hof nach dem Sandleitenhof in Ottakring der zweitgrößteBau des roten Wiens.
Anhand Percos Entwurfes zum Gemeindebau, der sich mit seinem Grundrissschema der Vorstellung einer Idealstadt annähert, lässt sich der Einfluss Otto Wagners auf Rudolf Perco erkennen. Auch an der eigentlichen Monumentalität der Anlage zeigt sich die Wirkung Wagners Schule. Der erste Entwurf Percos lässt sich mit der Studie für den XXII. Bezirk von Wagner vergleichen. Denn Perco plante mit seinem Projekt der Wohnhausanlage Friedrich-Engels-Platz eine Kleinstadt (Stadt in der Stadt) mit einer Fläche von 115 300 Quadratmetern und Platz für rund 10 000 Einwohner, denen verschiedene und auch teilweise realisierte Einrichtungen, wie zwei große Zentralwäscherein verbunden mit einer Bäderanlage, zahlreiche Geschäfte, Werkstätten und Lokale, außerdem eine Konsumfiliale, eine WÖK-Küche, ein Gasthaus, eine Post- und Rettungsstation, eine Bibliothek und eine Mutterberatungsstelle zur Verfügung stehen sollten. Für die Ausbildung von Kindern und Jugendlichen sollten eine Schule und ein Kindergarten zur Verfügung stehen. Der ursprüngliche Plan sah weiterhin eine Turnhalle, einen Versammlungsort und einen Theaterbau vor. Das bedeutet, dass die Wohnhausanlage so konzipiert wurde, dass das alltägliche Leben fast ausschließlich in seinen Bereichen stattfinden konnte. Einige seiner Ideen, wie beispielsweise die Turnhalle oder die zweite Wäscherei, wurden abgelehnt, da sie aufgrund der finanziellen Krise nicht realisiert werden konnten.

### Wohnhausanlage heute
Die Wohnungseinheiten sind übliche Küche-Wohnzimmer-Wohnungen mit 45 Quadratmetern und Balkon. Küche-Wohnzimmer-Wohnungen sind Wohnungen, bei denen Küche und Wohnzimmer als eine Einheit konzipiert wurden. Auf nach Norden ausgerichtete Wohnungen wurde gänzlich verzichtet und die Wohnzimmer hatten Parkettfußböden. Neu und ungewöhnlich war die Verwendung von zwei hohen rechteckigen Fenstern in jedem Raum, um eine bessere Beleuchtung zu gewährleisten.

## Kunst als wichtiger Bestandteil der Anlage
Die Wohnhausanlage Friedrich-Engels-Platz schmückt viele verschiedene, künstlerische Elemente. Das Portal mit seinen zwei Eckhäusern und den hohen Fahnenmasten imponiert den Betrachter bereits beim Betreten der Anlage. Die von Mario Petrucci um 1953 entworfenen Tierdarstellungen und Mosaike, die Fische und Waldtiere zeigen, finden sich verstreut auf dem Platz und gelten als eine Hommage an das ehemalige Jagdgebiet Brigittenau. An der Ecke Wehli-Straße befindet sich ein von Petrucci 1952 geschaffenes Denkmal für Gregor Mendel, den Entdecker der nach ihm benannten Mendelschen Regeln der Vererbung. Hinter der Durchfahrt vom Friedrich-Engels-Platz zum Kapaunplatz befinden sich die überlebensgroßen Steinplastiken „Schreitender Mann und Schreitende Frau“, welche 1932 vom österreichischen Bildhauer Karl Stemolak ausgeführt wurden. Ursprünglich waren zwei 25 Meter hohe Freifiguren, die die Bestrebungen der Sozialdemokratie Aufbau und Fürsorge symbolisieren sollten, vor dem Tor vorgesehen. Diese wurden allerdings aufgrund der reduzierten Wohnbaumittel im Februar 1931 abgelehnt. Auch eine Gedenktafel für den österreichischen Pflanzenzüchter Erich Tschermak, Edler von Seysenegg befindet sich auf dem Gelände des Gemeindebaus. Die Wäscherei mit ihrem monumentalen Schlot, an dem eine weithin sichtbare Uhr angebracht ist, die zur Zeitablesung und Verschönerung dient, ist ein besonders auffallendes Detail der Wohnanlage. Die Balkon- und Torgitter sind mit kleinen konstruktivistischen Details versehen.
Die Wohnhausanlage am Friedrich-Engels-Platz zeichnet eine Fülle von Skulpturen, Kunstzeichen und Denkmäler, die allesamt gut erhalten sind, aus. Die Kunst auf dem Gelände ist öffentlich zugänglich und dient dem Verschönern und Beleben der Anlage. Gleichzeitig bringt sie Abwechslung ins Stadtbild und ist neben dem Bildungsangebot für die Bewohner auch für Touristen von Interesse.
Die Anbindung an den öffentlichen Nahverkehr erfolgt über den Friedrich-Engels-Platz, an dem drei Straßenbahn- und drei Buslinien halten. Die nächsten hochrangigen Verkehrsstationen sind die Stationen Handelskai und Heiligenstadt.
Die Anlage ist durch eine Unterführung mit der Bus- und Straßenbahnhaltestelle verbunden. Die Unterführung ist gleichzeitig eine Street-Art-Passage, die während der Jugendinitiative gemalt wurde.

## Galerie

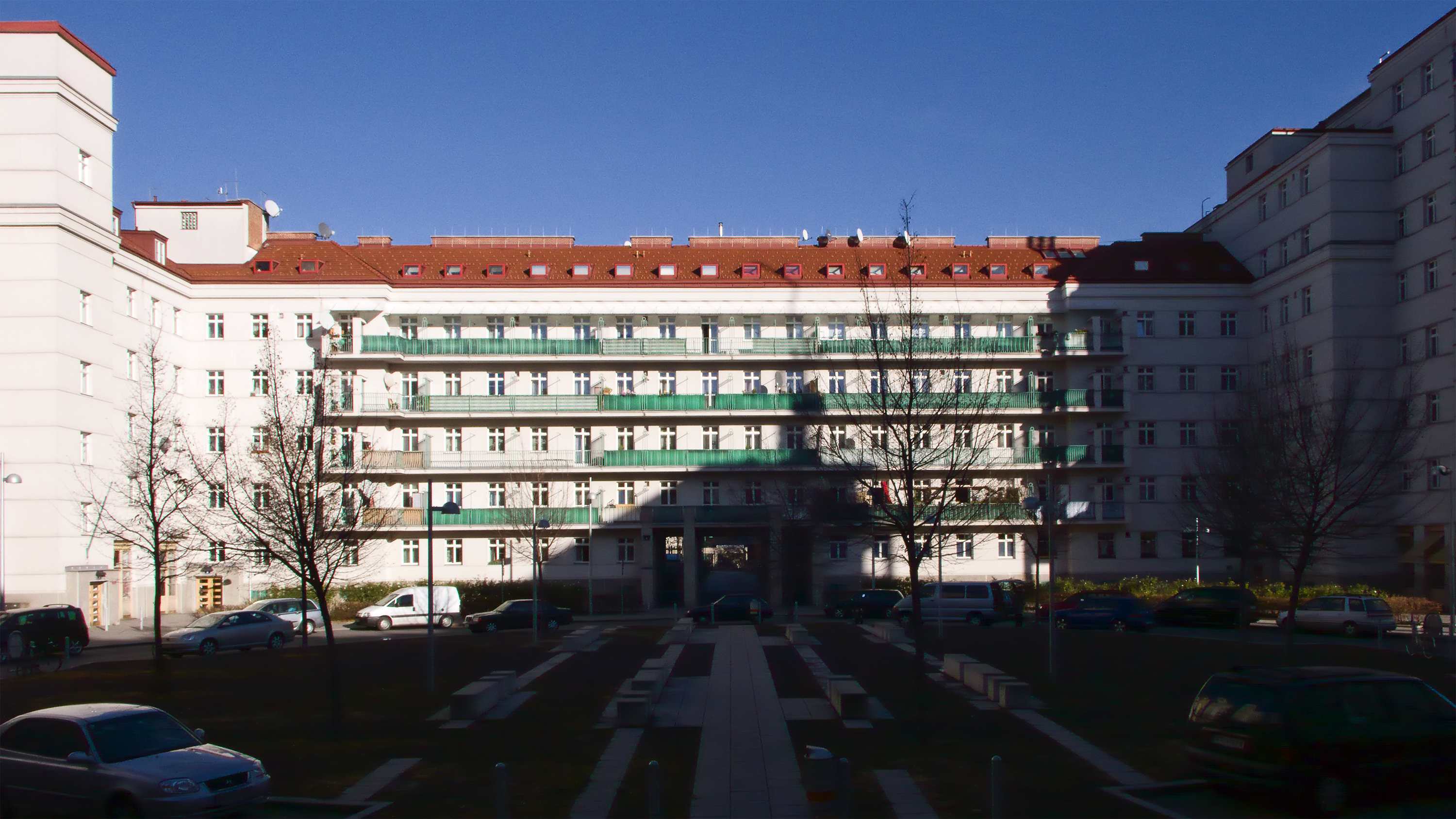
Friedrich-Engels-Platz
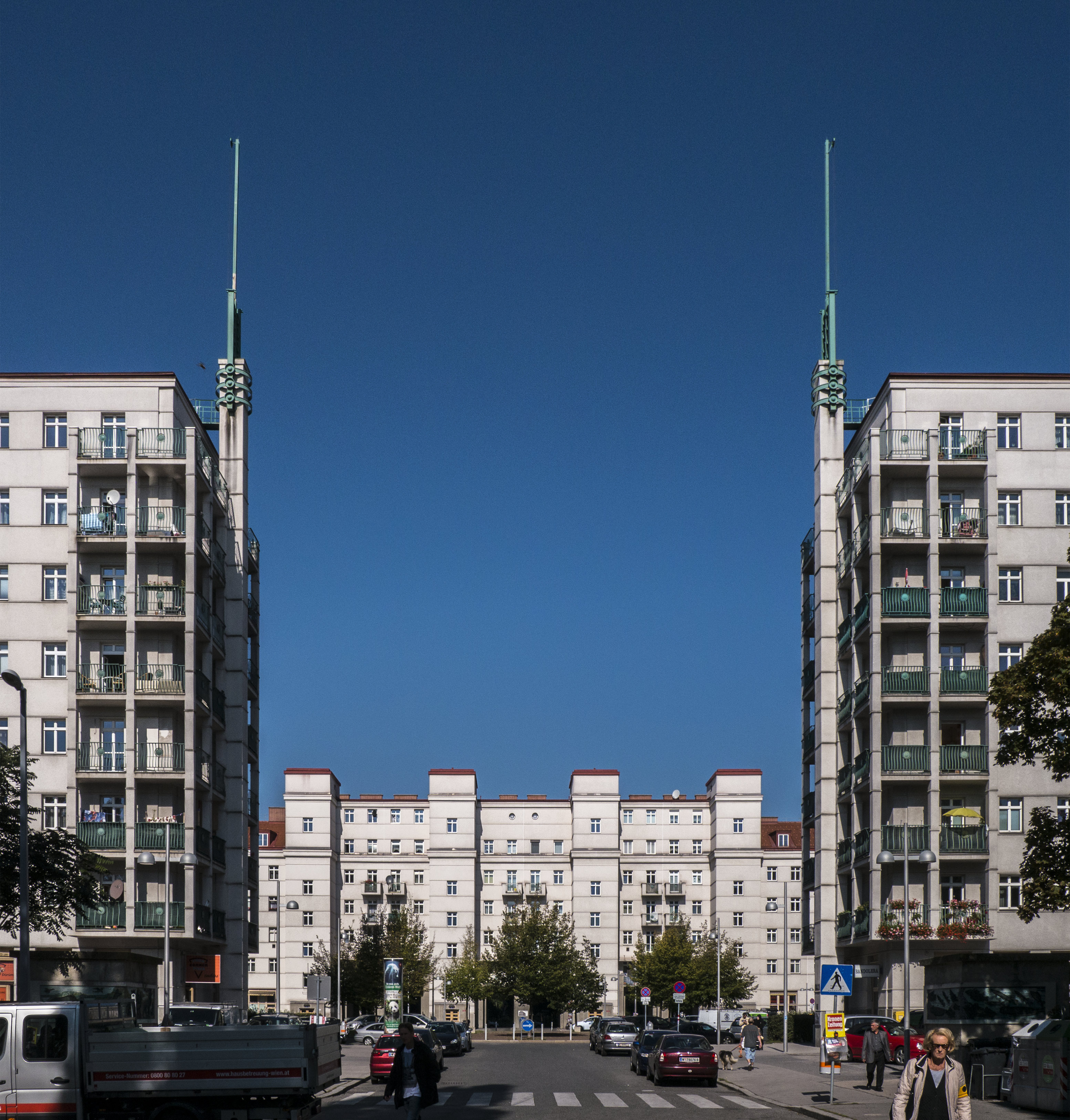
Das Portal
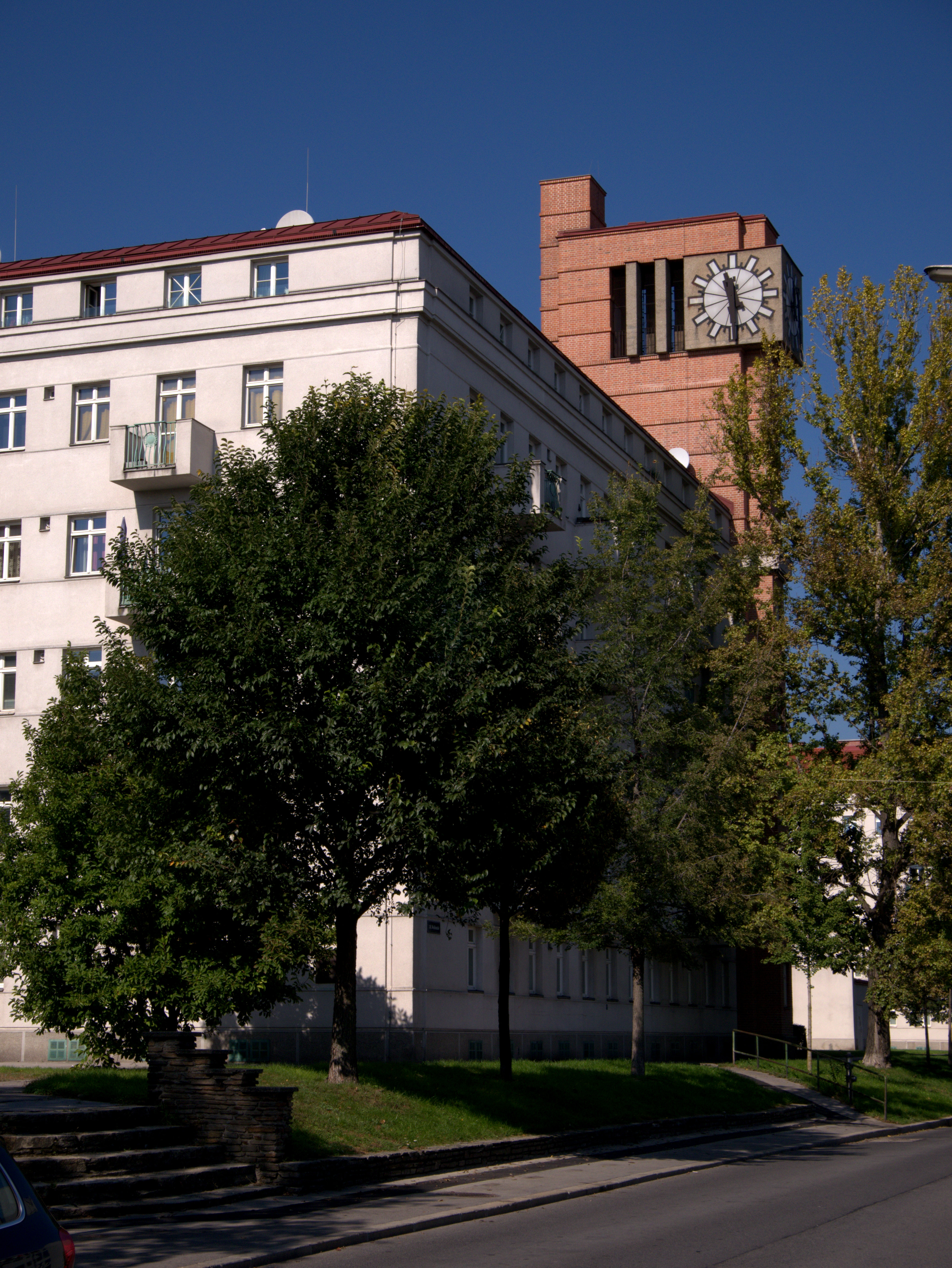
Der Uhrturm
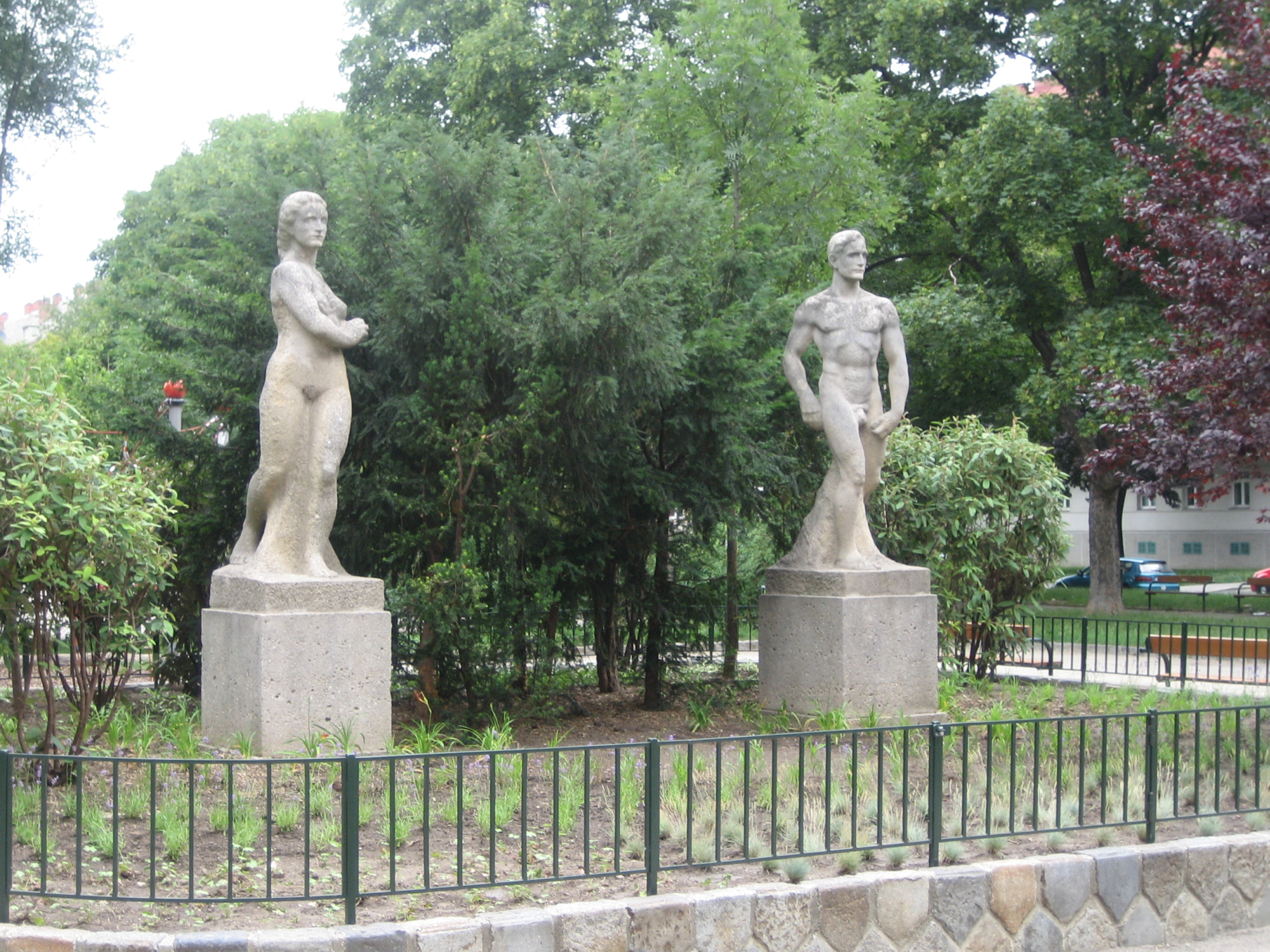
Figuren „Schreitender“ und „Schreitende“ von Karl Stemolak (1933)
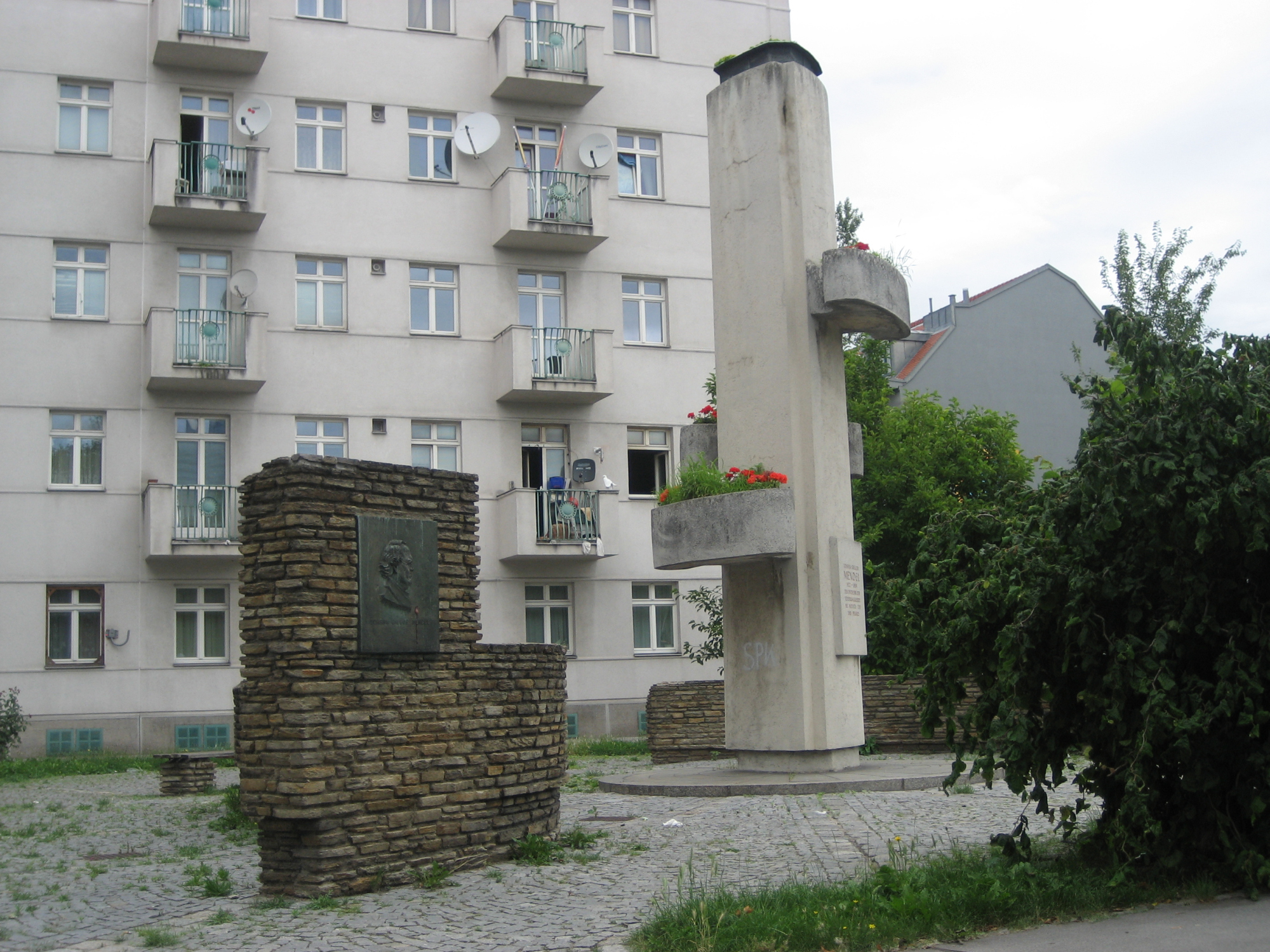
Gregor-Mendel-Denkmal von Mario Petrucci (1953)
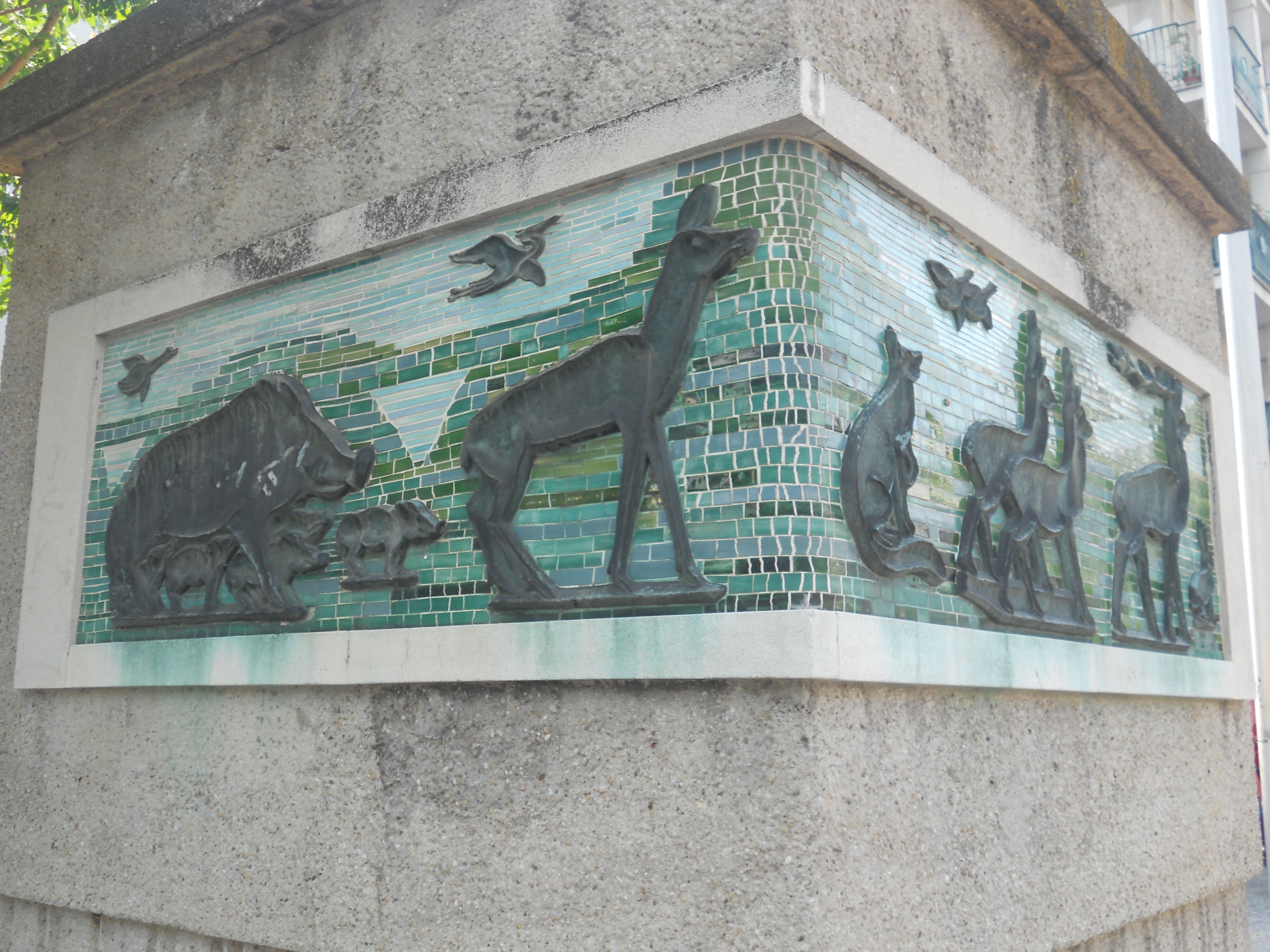
Mosaik „Jagd“ von Mario Petrucci (1953–1957)
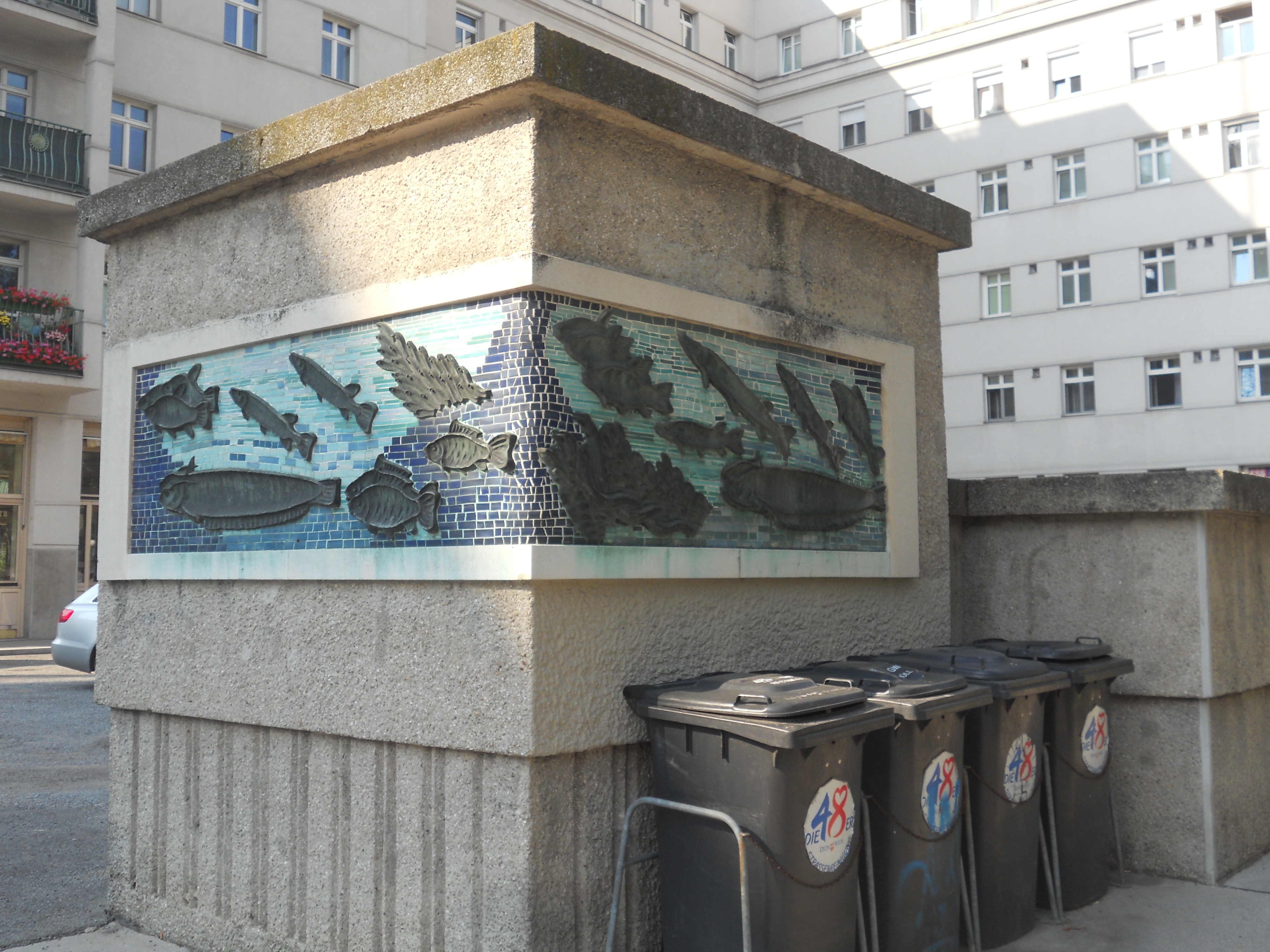
Mosaik „Fischerei“ von Mario Petrucci (1953–1957)